# العلاقات البحرينية الفلسطينية
العلاقات الفلسطينية البحرينية هي العلاقات السياسية والاقتصادية التي تربط بين دولة فلسطين ومملكة البحرين. تمتلك دولة فلسطين سفارة لها في المنامة. لكنه لا يوجد للبحرين مكتب تمثيل أو سفارة في فلسطين. يشكل البلدين جزءً من منطقة الشرق الأوسط كما أنهما يتشاركان معا روابط ثقافية قوية ومتشابهة. كما أن البحرين كغيرها من البلدان الإسلامية تدعم استقلال فلسطين. يُقيم مئات الفلسطينيين في البحرين بغرض العيش والعمل فيها.

## التاريخ
في 14 يونيو 1974 اُفتتح مكتب منظمة التحرير الفلسطينية في البحرين. في 15 نوفمبر 1988 اعترفت البحرين بالدولة الفلسطينية، وقامت لاحقًا في 12 مارس 1989 بتحويل مكتب ممثلية منظمة التحرير الفلسطينية إلى سفارة دولة فلسطين لدى مملكة البحرين.
في 10 مايو 2022، زار ياسر عباس مملكة البحرين ممثلًا شخصيًا عن الرئيس الفلسطيني محمود عباس بهدف جملة من التفاهمات الاقتصادية بين البلدين.
في 13 فبراير 2025، سلّم سفير البحرين لدى الأردن خليفة بن عبدالله بن حمد آل خليفة أوراق اعتماده سفيرًا غير مقيم ومفوضًا وفوق العادة للبحرين إلى الرئيس الفلسطيني محمود عباس في مقر السفارة الفلسطينية في عمّان.

## مواقف سياسية
أثار انعقاد مؤتمر البحرين للسلام الاقتصادي في 25 و26 يونيو 2019 الجدل. رفض القادة الفلسطينيون الخطة وقاطعوا المؤتمر. قال رئيس الوزراء الفلسطيني محمد اشتية إن:«محتوى الورشة الأمريكية في العاصمة البحرينية المنامة هزيل، والتمثيل فيها ضعيف ومخرجاتها ستكون عقيمة.»
في 11 سبتمبر 2020، توترت العلاقات بين البلدين إثر الاتفاق البحريني الإسرائيلي وما تبع ذلك من استدعاء دولة فلسطين لسفيرها خالد عارف. كما أعلنت القيادة الفلسطينية رفضها واستنكارها الشديدين للإعلان الثلاثي الأميركي البحريني الإسرائيلي.

### عملية طوفان الأقصى العسكرية 2023
أكد العاهل البحريني حمد بن عيسى آل خليفة أن القضية الفلسطينية هى قضية العرب الأولى و أن موقف البحرين في دعم وتأييد جهود السلام الشاملة لإيجاد حل عادل لها ثابت لا حياد عنه، وصولاً لحل الدولتين وفق مبادرة السلام العربية، وبما يضمن حق الشعب الفلسطينى الشقيق في إقامة دولته المستقلة، وعاصمتها القدس الشرقية.
أعربت الخارجيَّة البحرينيَّة عن قلقها من تطور الأحداث الجارية في الأراضي الفلسطينية المحتلة وقطاع غزة، وتدعو جميع الأطراف إلى ضبط النفس، محذرة من تداعيات "سلبية" على المنطقة في حال استمرار القتال بين الفلسطينيين والإسرائيليين.
أعرب مجلس النواب البحريني عن قلقه جراء التطورات غير المألوفة في قطاع غزة بين عدد من فصائل المقاومة الفلسطينية والجيش الإسرائيلي.